# Szent Mihály és Gábriel arkangyalok fatemplom (Széltalló)
A széltallói Szent Mihály és Gábriel arkangyalok fatemplom műemlékké nyilvánított épület Romániában, Bihar megyében. A romániai műemlékek jegyzékében a  BH-II-m-A-01174 sorszámon szerepel.